# Aphis mori
Aphis mori är en insektsart som beskrevs av Clarke 1903. Aphis mori ingår i släktet Aphis och familjen långrörsbladlöss. Inga underarter finns listade i Catalogue of Life.